# Ryan Eggold
Ryan James Eggold (Lakewood, California, 10 de agosto de 1984) es un actor, músico y cantante estadounidense. Es conocido por su papel de Tom Keen en The Blacklist, y por ser el protagonista de la serie médica The New Ámsterdam.

## Biografía
Eggold nació en Lakewood, California, hijo de Karen y James Frederick Eggold, tiene una hermana menor llamada Nicole Marie. Se graduó de la Santa Margarita Catholic High School en 2002, donde participó en varias obras de teatro escolares. Asistió a la Universidad del Sur de California, donde se graduó de su programa de teatro en 2006. También es un aficionado a la música y el teatro y un consumado músico, cantante, director y dramaturgo. Canta y toca el piano y la guitarra en una banda llamada Eleanor Avenue.
Ryan hizo su debut cinematográfico con el papel protagonista de Con: The Corruption of Shawn Helm, un cortometraje escrito y dirigido por su amigo de siempre, Brandon Bennett, en 2006. Ese mismo año debutó en teatro con la obra Dead End, dirigida por Nick Martin. Desde entonces ha aparecido en producciones como Leipzig, Marat/Sade y  Amy y Elliot, que él mismo escribió, dirigió y protagonizó junto a Alexandra Breckenridge.
En 2008 obtuvo el papel de un profesor de inglés llamado Ryan Matthews, en 90210, serie derivada de Beverly Hills, 90210, donde formó parte del elenco principal hasta la tercera temporada. Otros créditos en televisión incluyen la serie de FX, Dirt y un papel recurrente en la serie de HBO Entourage.
En 2012, interpretó al interés amoroso de Mischa Barton en la película sobrenatural de Mark Edwin Robinson, I Will Follow You Into the Dark. Sus participaciones en cine incluyen Lucky Them, junto a Toni Collette y The Disappearance of Eleanor Rigby al lado de Jessica Chastain y James McAvoy. En 2014, Eggold aparecerá en la película de Tyler Perry, Single Moms Club y en la película independiente Beside Still Waters.
Desde 2013 interpreta a Tom Keen en la serie de la NBC, The Blacklist protagonizada por James Spader y Megan Boone. El 5 de abril de 2016 se confirmó que Eggold sería el protagonista masculino de The Blacklist: Redemption, serie derivada de The Blacklist, donde retoma su personaje de la serie madre.
Desde el 2018 interpreta al Dr. Maximus "Max" Goodwin personaje protagonista en la serie New Amsterdam. Su personaje representa al nuevo director del Bellevue Hospital, un personaje basado en un médico real, el Dr. Eric Manheimer.[cita requerida]

## Filmografía
| Cine             | Cine                                     | Cine                                       | Cine                                  |
| Año              | Película                                 | Rol                                        | Notas                                 |
| ---------------- | ---------------------------------------- | ------------------------------------------ | ------------------------------------- |
| 2006             | Con: The Corruption of Shawn Helm        | Shawn Helm                                 | cortometraje                          |
| 2008             | Bloom                                    | Doug                                       | cortometraje                          |
| 2010             | First Dates                              | Tom                                        | directo a DVD                         |
| 2011             | Driving by Braille                       | Xander West                                |                                       |
| 2011             | Queen                                    | Nikki Holiday                              | cortometraje                          |
| 2011             | Trophy Kids                              | Max                                        |                                       |
| 2011             | Sironia                                  | Mason Jones                                |                                       |
| 2012             | I Will Follow You Into the Dark          | Adam Hunt                                  |                                       |
| 2013             | B-Side                                   | Mike Zumsteg                               |                                       |
| 2013             | Lucky Them                               | Lucas Stone                                |                                       |
| 2013             | The Disappearance of Eleanor Rigby: Her  | Chico del club                             |                                       |
| 2013             | Scent of a Woman                         | Dan                                        | cortometraje                          |
| 2013             | Beside Still Waters                      | Daniel                                     | posproducción                         |
| 2014             | The Single Moms Club                     | Peter                                      |                                       |
| 2014             | The Disappearance of Eleanor Rigby: Them | Chico del club                             |                                       |
| 2015             | Battle Scars                             | Nicky Stephens                             | posproducción                         |
| 2015             | The Girlfriend Game                      | Miles                                      | cortometraje, posproducción           |
| 2015             | Fathers and Daughters                    | John                                       |                                       |
| 2016             | Lovesong                                 | Leif                                       |                                       |
| 2017             | Literally, Right Before Aaron            |                                            | Guionista, director y productor       |
| 2018             | BlacKkKlansman                           | Walter Breachway                           |                                       |
| 2020             | Never Rarely Sometimes Always            | Ted                                        |                                       |
| 2024             | Junction                                 | Jacob                                      |                                       |
| Televisión       |                                          |                                            |                                       |
| Año              | Título                                   | Rol                                        | Notas                                 |
| 2006             | Related                                  | Lloyd                                      | Episodio: "The Cape"                  |
| 2006             | Brothers & Sisters                       | Randy Stewart                              | Episodio: "Family Portrait"           |
| 2006             | Veronica Mars                            | Charlie Stone                              | Episodio: "Charlie Don't Surf"        |
| 2006             | The War at Home                          | Bruce                                      | Episodio: "Gaza Strip"                |
| 2007             | The Young and The Restless               | Barista                                    | 3 episodios                           |
| 2007             | Nick Cannon Presents: Short Circuitz     | Jerry                                      | Episodio: "Suge Knight Light"         |
| 2007             | Out of Jimmy's Head                      | Mike Werewolfowitz                         | 5 episodios                           |
| 2007             | Entourage                                | Miembro de Five Towns                      | 2 episodios                           |
| 2008             | Dirt                                     | Farber Kauffman                            | 7 episodios                           |
| 2008-2011        | 90210                                    | Ryan Matthews                              | 44 episodios (temporadas 1-3)         |
| 2008             | Entourage                                | Él mismo                                   | 1 episodio                            |
| 2009             | United States of Tara                    | Tevin                                      | Episodio: "Possibility"               |
| 2011             | Heavenly                                 | Owen                                       | Película para televisión              |
| 2013-2017        | The Blacklist                            | Tom Keen/Jacob Phelps/Christopher Hargrave | Elenco principal, serie de TV NBC     |
| 2015             | Sons of Liberty                          | Joseph Warren                              | Miniserie; 3 episodios                |
| 2017             | The Blacklist: Redemption                | Tom Keen/Jacob Phelps/Christopher Hargrave | Protagonista, 8 episodios serie de TV |
| 2018—2023        | New Amsterdam                            | Dr. Maximus "Max" Goodwin                  | Elenco principal, serie de TV NBC     |
| 2024             | Cross                                    | Ed Ramsey                                  | Elenco principal                      |
| Series web       |                                          |                                            |                                       |
| Año              | Título                                   | Rol                                        | Notas                                 |
| 2012             | Daybreak                                 | Ben Wilkins                                | Elenco principal                      |
| Videos musicales |                                          |                                            |                                       |
| Año              | Título                                   | Artista                                    | Rol                                   |
| 2010             | Myself & I                               | Shenae Grimes                              | Novio                                 |